# Sarah A. Hoyt
Sarah A. Hoyt, gebürtig Sarah de Almeida  (* 18. November 1962 in Granja) ist eine US-amerikanische Science-Fiction- und Fantasy-Autorin, die auch unter den Pseudonymen Sarah D'Almeida und Elise Hyatt schreibt.

## Biografie
Geboren wurde Hoyt in Granja, Gemeinde Águas Santas, Kreis Maia, einem Ort in der Nähe von Porto in Portugal. Ihre Ausbildung genoss sie in Portugal und den USA. An der Universität Porto schloss sie mit einem Master in modernen Sprachen und Literatur ab. Sie spricht englisch, deutsch, schwedisch, italienisch und französisch. 1985 heiratete sie den Mathematiker und Science-Fiction-Autor Dan Hoyt, gemeinsam haben sie zwei Söhne. 1988 erhielt sie die amerikanische Staatsbürgerschaft.
Sie ist Mitglied der Mensa, SFWA, MWA und der RWA.
Hoyts erstes Buch in ihrer Shakespeare Serie Ill Met by Moonlight war 2002 Finalist des Mythopoeic Fantasy Awards, der dann von Lois McMaster Bujold gewonnen wurde. Die meisten ihrer Werke sind allerdings in der Science Fiction und der Fantasy angesiedelt, wo sie dutzende Kurzgeschichten veröffentlichte. Mit Darkship Thieves gewann sie 2011 den Prometheus Award.
Die Romanreihe Magical British Empire spielt in einem Paralleluniversum und bietet alternative Historie von Karl dem Großen bis hin zu Queen Victoria. Wobei Hoyt die Parallelen nicht durch Wissenschaft und Technik erzeugt, sondern durch Magie. Der erste Band der Serie spielt im Viktorianischen Zeitalter, der zweite Band in Indien und der dritte im China des 19. Jahrhunderts. Vor diesem Hintergrund zeigen die Bücher die gesamte Bandbreite des menschlichen Heldentums und der Niedertracht.
Unter dem Namen Laurien Gardner schrieb sie Plain Jane. Als Redakteurin verlegte sie die Anthologie Something Magic This Way Comes mit Geschichten von zum Beispiel: Esther Friesner, Harry Turtledove, Irene Radford und Dave Freer. Als Elise Hyat schrieb sie die Serie Furniture Refinishing Mysteries, die im selben Goldport, Colorado spielt, wie ihre Shifter-Reihe. Einige ihrer Charaktere tauchen in beiden Serien auf.
Momentan lebt sie in Colorado. Wenn sie nicht mit Schreiben beschäftigt ist, ist sie häufig auf dem Internetprojekt Baen's Bar in ihrem Bereich, dem Sarah's Diner zu finden. Sie nutzt diesen Bereich zu Unterhaltungen über gutes Essen und die Förderung und Unterstützung junger Autoren.
In Kooperation mit Eric Flint arbeitet sie am 1632er Projekt mit.

## Bibliographie

### Historische Romane
- Plain Jane (als Laurien Gardner)
- No Will But His: A Novel of Kathryn Howard, Berkley, 2010

### Shakespearean Fantasy
- Ill Met by Moonlight, Ace Books, 2001
- All Night Awake, Ace Books, 2002
- Any Man So Daring, Ace Books, 2003

### Shifter
- Draw One in the Dark, Baen Books, 2006
- Gentleman Takes a Chance, Baen Books, 2008
- Noah's Boy Baen Books, 2013

### Musketeer's
(als Sarah D'Almeida)
- Death of a Musketeer, Berkley Prime Crime, 2006
- The Musketeer's Seamstress, Berkley Prime Crime, 2007
- The Musketeer's Apprentice, Berkley Prime Crime, 2007
- A Death in Gascony, Berkley Prime Crime, 2008
- Dying by the Sword, Berkley, 2008

### Magical British Empire
- Heart of Light, Bantam Books, 2008
- Soul of Fire, Bantam Dell, 2008
- Heart and Soul, Bantam Dell, 2008

### Darkship
- Darkship Thieves, Baen Books, 2010 – Prometheus Award 2011
- Darkship Renegades, Baen Books, 2012
- A Few Good Men, Baen Books, 2013

### Furniture Refinishing Mysteries
(als Elise Hyatt)
- Dipped, Stripped, and Dead, Berkley, 2009
- French Polished Murder, Berkley, 2010
- A Fatal Stain, Berkley, 2012

### Anthologien
- Something Magic This Way Comes, DAW Books, 2008

### Kurzgeschichtensammlungen
- Crawling Between Heaven and Earth, 2002
- Wings, 2008

### Kurzgeschichten
- Whom the Gods Love
- Heart's Fire
- The Price of Gold
- A Grain of Salt
- Scraps of Fog
- Thirst, 1997
- Plaudit Cives, 1998
- Like Dreams of Waking, 1999
- Not For Thee the Glow, 1999
- Another George, 2000
- If I Lose Thee..., 2000 (mit Rebecca Lickiss)
- Elvis Died for Your Sins, 2000
- The Play and the Thing, 2001
- Trafalgar Square, 2001
- The Blood Like Wine, 2001
- Dear John, 2001
- Songs, 2001
- Never Look Back, 2002
- The Muse's Darling, 2002
- For Whose Dear Sake, 2002
- Wings, 2003
- The Blonde, 2003
- Traveling, Traveling, 2003
- Ganymede, 2004
- Yellow Tide Foam, 2004
- What She Left Behind, 2004
- Change of Heart, 2005, (mit Kate Paulk)
- Super Lamb Banana, 2005
- Something Worse Hereafter, 2005
- Lost, 2005
- Fox Fire, 2005
- Unnatural History, 2005
- Sea of Darkness, 2005
- Wait Until the War is Over, 2005
- Sugarbush Soul, 2005
- Around the World in 80 Letters, 2005 (mit Kevin J. Anderson)
- After the Sabines, 2005
- With Unconfined Wings, 2006
- Girl With the Golden Lute, 2006
- Titan, 2006
- Hot, 2006
- Stock Management, 2006
- Go Tell the Spartans, 2006
- Where Horse and Hero Fell, 2007
- The Blood of Dreams, 2007